# Shëngjini
Shëngjini (albanska: Shëngjin med böjningsformen Shëngjini; italienska: San Giovanni di Medua) är en adriatisk kustort med Shëngjinis hamn i Lezha i nordvästra Albanien. Shëngjini har långa sandstränder. Om somrarna är Shëngjini populärt som turistort för i huvudsak albansktalande turister.